# 高浪慶太郎
高浪 慶太郎（たかなみ けいたろう、1960年5月6日 - ）は長崎県長崎市出身のミュージシャン・ギタリスト・音楽プロデューサー。
青山学院大学卒業、実家は眼鏡屋。

## 略歴
1984年
- 大学時代の音楽サークルの仲間らとピチカート・ファイヴを結成。

1990年
- 高浪敬太郎に改名。

1993年
- 日本コロムビアよりソロデビュー。

1994年
- ピチカート・ファイヴを脱退。2007年まで音楽プロデューサー・作曲家として活動。

2008年
- arcorhymeを結成。VIVID　SOUNDより自身のレーベルarcotone recordsを立ち上げる。
- 11月、急性骨髄性白血病との宣告を受け翌日、横浜の病院に入院。

2009年
- 3月、故郷・長崎の病院に転院。arcorhymeを解散。5月退院。

2010年
- 4月、長崎にてプライヴェート・レーベルオフィス・playtime rockを設立。あわせて思うところあって高浪慶太郎に戻す。

2011年
- 1月、女性歌手である市場美奈との音楽ユニット・playtime rockを結成[1]。

2013年
- 7月24日 - playtime rockとして1作目のオリジナル・アルバム『Play Time』を発売[1]。

## ディスコグラフィー

### シングル

#### 高浪敬太郎
1. 君と僕と毎日と（1995年6月21日）

### アルバム

#### 高浪敬太郎
1. SO SO（1993年10月1日）
2. Everybody's Out Of Town（1994年7月21日）
3. life-size rock（1995年7月1日）
4. well,better,best 1993/1995（1996年7月20日）– ベストアルバム

#### arcorhyme
1. 甘い日々—la douce vie—（2008年1月23日） ※2枚同時リリース
2. Soundmatic Brain（2008年1月23日）

#### 高浪慶太郎となんがさき ふぁいぶ
1. 龍馬のハナ唄(赤盤)（2010年6月10日）

### 音楽担当
- おいしい関係
- ちょびっツ
- 真夏の地球 (1991年) 監督: 村上修

### プロデュース
- 坂本麗衣「あした晴れたら」
- ミスゴブリン
- Samuel
- 浅賀玲音、長谷川ニイナ ｢空と海の光｣（作詞、作曲）（大!天才てれびくん挿入歌）

### 作曲・編曲
- More Peach Summer「パワードスーツを脱がさないで」（アニメ『ケロロ軍曹』挿入歌）
- ギロロ&夏美「ありそでなさそなギリギリのブルース」（アニメ『ケロロ軍曹』イメージソング）
- 秋山奈々「tiptoe」
- 稲垣潤一「FM AOR～Respect Remix For JUNICHI INAGAKI～」（編曲）
- 小泉今日子「Nobody can, but you」
- 高橋ひろ「ランチタイム グッドバイ」
- 宮村優子「アリガト」
- ムッシュかまやつ「RTB」
- たま「さよなら人類」「らんちう」（いずれもシングルバージョンの編曲をたまと共に手掛ける）
- 田中理恵「Happy-go-lucky」
- 宍戸留美「ふしぎ・プルプル・プルリン・リン！」
- クレモンティーヌ「マドモワゼル・エメ」「サニー・サイドとドック・サイド」「いちども言ってくれない」

## テレビ出演
- 歌スタ!!（日本テレビ系、2008年）
- SWEET SWEET 歌謡曲（関西テレビ、2008年）